# Sabatera (bolet)
|  | Aquest article tracta sobre l'espècie Scutiger pwa-caprae, la representativa dels bolets coneguts com a Sabateres. Per a d'altres espècies que reben aquests nom comú vegeu Sabatera (desambiguació). |

La sabatera (Scutiger pes-caprae = Albatrellus pes-caprae), o sabatera vera, és una espècie de fong de l'ordre dels russulals (Russulales) de color fosc i cama excèntrica, que pot aparèixer solitàriament o formant erols a boscos caducifolis.
Va ser descrita per primer cop com a espècie de Polyporus per Christian Hendrik Persoon l'any 1818. Posteriorment es va tendir a classificar com a espècie d'Albatrellus, fins que una recerca molecular l'any 2010 pel micologista canadenc Serge Audet va revelar que era més apropiada una classificació al gènere Scutiger. L'etimologia en llatí pes-caprae es deu a la forma de peu de cabra que sovint té el capell.

## Descripció
El capell de la sabatera sol fer entre 7 i 15 cm i té una planta amb forma de ronyó, semicircular o de peu de cabra. El marge sol estar cargolat cap endins quan el bolet és jove, mentre que quan és més gran s'ondula i és irregular. La cutícula és seca, escatosa o escrostonada, i de colors foscos, generalment marronosos. L'himeni de les sabateres són grans porus, angulars i hexagonals, de color blanc o groc.
La cama sol ser curta, d'entre 3 i 6 cm, plena, dura i excèntrica. A la part superior, més fina, la cama sol ser blanca, mentre que a la part inferior, més gruixuda, sol ser més marronosa.
La carn és fràgil, blanca o grogosa i fa una feble olor avellanada. Les seves espores són blanques, de forma el·líptica, llises i gutulades.

## Estat de conservació

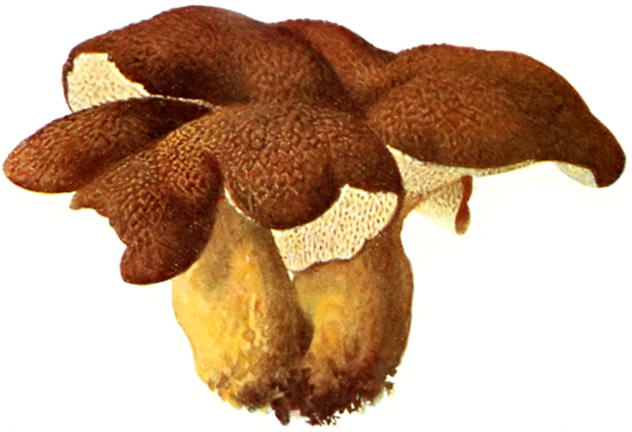
Il·lustració d'una sabatera d'Albin Schmalfuß de l'any 1897.

L'estat de conservació de la sabatera a la península Ibèrica es classifica en perill (EN), estant exposada a un gran risc d'extinció a la natura en un futur proper. Per aquest motiu es recomana collir-la de forma limitada. El xef Santi Santamaria i Puig, en una intervenció al 2n Congrés Internacional Sòria Gastronòmica, va incentivar a cultivar bolets fent ús de la micorrizació, com la tòfona, assenyalant la sabatera en particular.

## Gastronomia
És un bolet comestible. Les sabateres tenen una textura consistent, que s'estova amb la cocció. Es poden conservar de moltes maneres: assecant-se, salant-se, o confitant-se amb oli o vinagre. Al Montseny, tradicionalment, la sabatera ha estat molt apreciada gastronòmicament. Santi Santamaria i Puig, del restaurant Can Fabes, la va popularitzar a tot Catalunya. A nivell internacional es pot trobar a llocs muntanyosos d'Europa, a on sovint és consumida, i a Amèrica del Nord, on no és gaire apreciada.